# Vinc Pichel
Vincent Alan Pichel, född 23 november 1982 i Lancaster, är en amerikansk MMA-utövare som sedan 2012 tävlar i organisationen Ultimate Fighting Championship.